# سويد بن النعمان
سويد بن النعمان بن مالك بن عامر بن مجدعة بن حارثة بن الحارث بن الخزرج بن عمرو بن مالك بن الأوس الأنصاري الأوسي المدني، أحد الصحابة، شهد بيعة الرضوان. وسكن في المدينة.

## روايته للحديث النبوي
- روى عنه: بشير بن يسار وقيل: إنه شهد غزوة أحد وما بعدها من المشاهد مع النبي.
- روى له: البخاري، والنسائي، وابن ماجه حديثًا واحدًا.
- الجرح والتعديل: قال أبو حاتم الرازي: له صحبة. قال ابن حجر العسقلاني: صحابي شهد أحدا وما بعدها. قال الذهبي: من أهل بيعة الرضوان. قال المزي: من أصحاب الشجرة. قال جلال الدين السيوطي: أحد أصحاب الشجرة. قال محمد بن إسماعيل البخاري: له صحبة.[4]